# Koko (Loumana)
Pour les articles homonymes, voir Koko.
Koko est une commune rurale située dans le département de Loumana de la province de la Léraba dans la région des Cascades au Burkina Faso.

## Géographie
Koko se trouve à 5 km au sud-ouest de Néguéni, et à 12 km au nord-ouest de Loumana, le chef-lieu du département. Le village est localisé à moins d'un kilomètre de la frontière malienne.

## Démographie
| 2003 | 2006 | 2012 |
| ---- | ---- | ---- |
| 524  | 403  | -    |

## Éducation et santé
Le centre de soins le plus proche de Koko est le centre de santé et de promotion sociale (CSPS) de Néguéni tandis que le centre médical avec antenne chirurgicale (CMA) est à Sindou et que le centre hospitalier régional (CHR) se trouve à Banfora.
Le village ne possède pas d'école primaire.